# Saudade, saudade
Saudade, saudade – singel portugalskiej piosenkarki Maro wydany 21 stycznia 2022. Piosenkę skomponowała Mariana Secca. Utwór reprezentował Portugalię w 66. Konkursie Piosenki Eurowizji w Turynie (2022).

## Tło
Chodzi o stratę, ale także o świętowanie. To szalone, jak wpływowi mogą być nasi dziadkowie i jak jest to odniesieniem do tak wielu wartości, w tym bezwarunkowej miłości. Muzyka jest tym, co zbliża nas do tego połączenia.

„Saudade, saudade” była jedną z 20 piosenek, które brały udział w Festival da Canção 2022, portugalskich eliminacji do 66. Konkursie Piosenki Eurowizji w Turynie (2022). Maro była jednym z autorów piosenek zaproszonych przez Rádio e Televisão de Portugal (RTP). Kompozytorzy zarówno stworzyli piosenkę, jak i wybrali wykonawcę do wykonania utworu. Maro zdecydowała się zostać wykonawcą ze względu na osobisty charakter piosenki: „dotyczy i została napisana dla mojego dziadka, którego niestety już z nami nie ma, ale który nadal jest istotną częścią mnie i za którym jest i zawsze będzie nam bardzo brakowało, dlatego pomyślałam, że nie ma sensu nie śpiewać tak osobistej piosenki.” Maro i amerykański muzyk John Blanda, jeden z jej najlepszych przyjaciół, skomponowali piosenkę podczas podróży do Brazylii w październiku 2021 roku. Cała piosenka wywodzi się z gitarowego riffu Blandy. Utwór został wydany do digital download jako część albumu kompilacyjnego Festival da Canção 2022 21 stycznia 2022 przez Universal Music. Wersja na fortepian zatytułowana „Saudade, saudade (Live in Studio)” została wydana 7 marca 2022.

## Lista utworów
- Digital download[6][7]

1. „Saudade, saudade” – 3:01
2. „Saudade, saudade (Live in Studio)” – 3:10

## Notowania
| Kraj            | Notowanie (2022)  | Najwyższa pozycja |
| --------------- | ----------------- | ----------------- |
| Holandia        | Single Tip        | 6                 |
| Irlandia        | Top 100 Singles   | 93                |
| Islandia        | Plötutíðindi      | 13                |
| Litwa           | Singlų Top 100    | 3                 |
| Portugalia      | AFP               | 3                 |
| Szwajcaria      | Singles Top 100   | 79                |
| Szwecja         | Sverigetopplistan | 68                |
| Wielka Brytania | UK Download Chart | 51                |